# Marionetta

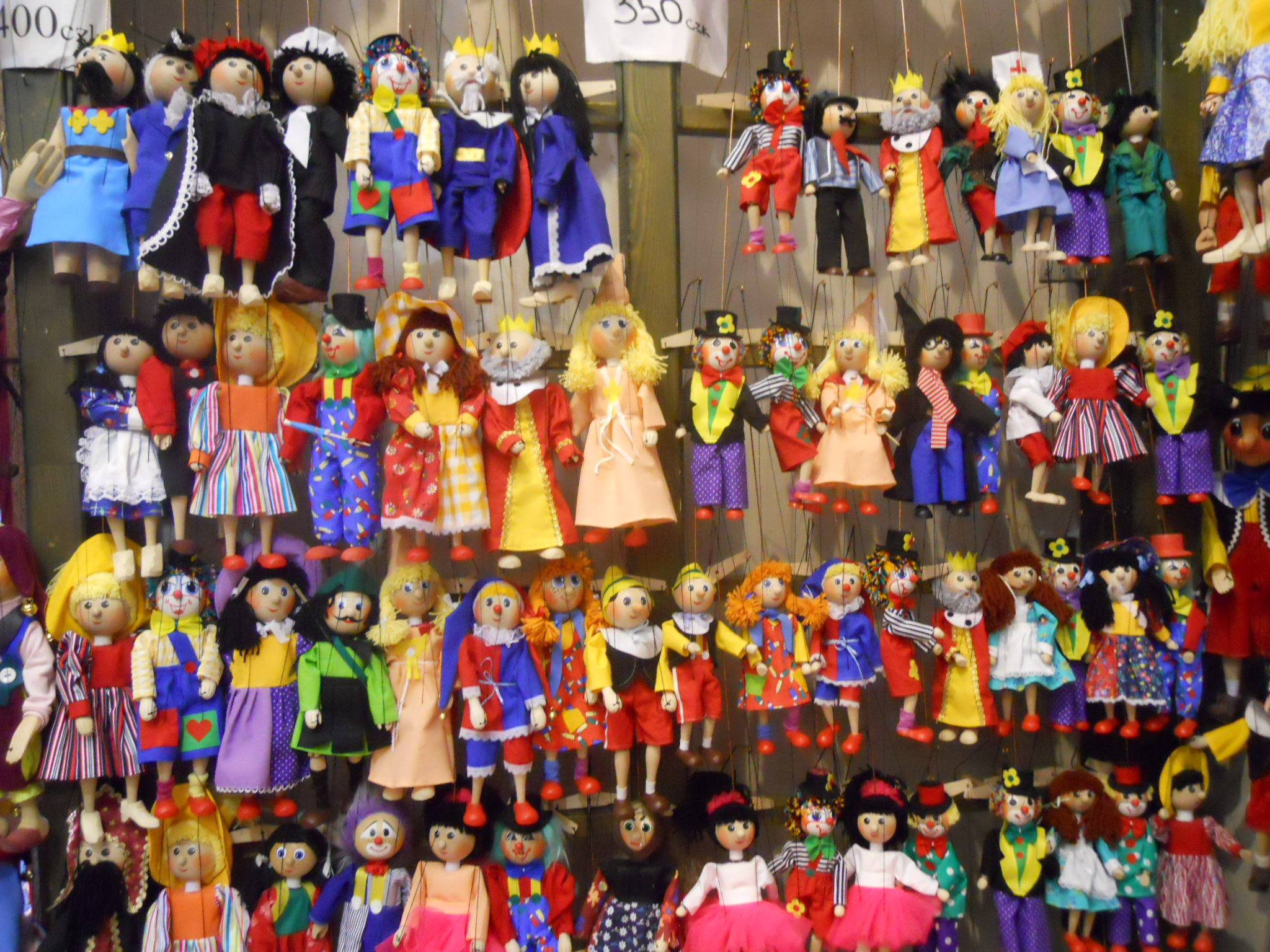
Marionette a Praga

La marionetta è un pupazzo, in legno, stoffa o altro materiale, con figura a corpo intero mossa dall'alto tramite fili. Chi allestisce gli spettacoli di marionette è detto marionettista.
A differenza della marionetta, il burattino è quel pupazzo che compare in scena a mezzo busto ed è mosso dal basso, dalla mano del burattinaio, che lo infila come un guanto.
La marionetta è, nella cultura generale, il pupazzo più elegante e vario: nella cultura orientale, come ad esempio la balinese e la giapponese, le marionette erano riccamente e finemente decorate, costruite spesso in materiali pregiati come avorio o porcellana finissima. Per la loro costituzione a figura intera, inoltre, si adattano meglio alla decorazione con vesti e suppellettili. Per questo motivo c'è una sottile propensione a dividere il teatro delle marionette come spettacolo più fine e ricercato mentre il teatro dei burattini è considerato maggiormente popolare: mentre i protagonisti del teatro delle marionette saranno, in larga parte ma non necessariamente, personaggi di alto rango, i burattini incarneranno maschere popolari spesso mutuate dalla commedia dell'arte.
A lungo il teatro delle marionette è stato assimilato al teatro dei burattini e, più in grande, al teatro ragazzi, intendendo con il termine tutta la produzione spettacolare indirizzata ad un pubblico meno che adolescenziale. Solo recentemente queste forme di spettacolo, rivalutate nel loro valore artistico, sono state assimilate nella dicitura teatro di figura, con il quale si indicano le forme di spettacolo che utilizzano fantocci e pupazzi come soggetto dell'azione scenica.

## Etimologia del termine
L'etimologia del nome potrebbe derivare dalle “marie di legno”, una sorta di ex voto offerto alla Vergine dalla Serenissima, per aver strappato miracolosamente dalle mani di pirati barbareschi dodici belle fanciulle veneziane, intorno all'anno 1000. In una festa commemorativa, dodici ragazze riccamente vestite d'oro e pietre preziose erano condotte in processione per le calli di Venezia. Data l'enormità della spesa, si pensò di sostituire le ragazze con delle statue in legno scolpite, dette appunto “Marie” o meglio, viste le dimensioni naturali, “Marione”. Le riproduzioni di quelle figure, che si mettevano in vendita durante la festa, si chiamavano “Marionette”.
Un'altra teoria sosterrebbe l'origine francese del nome, comunque sempre collegato alla vendita di statuette mariane per il culto devozionale. Meno accreditata se non inverosimile sarebbe la derivazione del termine da Marion, un artista che avrebbe introdotto le marionette in Francia sotto Carlo IX, ma del quale la storia non riporta tracce.

## Storia
La storia delle marionette è di difficile stesura poiché il genere, da sempre considerato minore, era affidato ad artisti che di rado stesero memorie o diari. Essendo spesso il marionettista anche artigiano e non uomo di spettacolo, la mancanza di fonti storiche non deve stupire. Nella memoria collettiva, però, numerosi artisti, eruditi e storici hanno riportato notizie sull'utilizzo delle marionette a scopo ludico, religioso o spettacolare.
A questo punto è necessario specificare che, nonostante la comprovata presenza di bambole meccaniche e fantocci a scopo divinatorio già nell'antichità, non tutta la critica si schiera dalla parte di coloro che collocano queste manifestazioni come assimilabili allo spettacolo delle marionette: sebbene ne costituiscano un antenato, mancano dell'estro del marionettista e dell'intento interpretativo a scopo drammaturgico.
Nella Grecia classica Ateneo di Naucrati cita nei Deipnosofisti l'esistenza di un marionettista chiamato Potino, mentre Diodoro Siculo parla del principe Antioco di Cizico come di un gran collezionista ed amante di marionette, finemente e riccamente decorate di materiali preziosi.
Nel teatro latino siamo a conoscenza di ligneolae figurae, ossia marionette danzanti utilizzate a scopo spettacolare con intenti comici, fatte di legno ma anche di terracotta, osso o avorio. Gli arti non erano sempre mobili, ma caratteristica comune era il foro che veniva praticato alla sommità del capo del fantoccio per potervi infilare una fune o un'asta che permettesse il movimento dello stesso.
La caduta dell'Impero romano d'Occidente ed il successivo diffondersi del Cristianesimo come religione ufficiale non giovarono allo spettacolo teatrale in genere e meno che mai alle marionette, delle quali ci è pervenuto poco ma che di certo continuarono ad esistere e ad agire soprattutto all'interno delle mura domestiche come gioco e divertimento, slegandosi quindi da un contesto prettamente teatrale e rientrando nei giochi per l'infanzia. Nonostante ciò, alcune miniature di manoscritti mostrano proprio delle marionette, sovente con intento moralistico, abbigliate all'uso dei cavalieri ed intente nella rappresentazione dei duelli di questi ultimi. A volte, invece, le marionette erano protagoniste di presepi meccanici o comparivano in veste di rappresentanti di piccoli drammi sacri.
Alla fine del medioevo, in tutta Europa era presente l'arte marionettistica, i cui repertori attingevano o alle storie sacre di derivazione biblica o ai cicli cavallereschi di ispirazione laica. Storie rappresentate dal XV secolo in poi che divennero cavalli di battaglia del teatro delle marionette e dei burattini furono le vicende di Genoveffa del Brabante - storia di una donna falsamente accusata dal consorte e da lui abbandonata in una foresta dove visse di stenti per sei anni, prima di dimostrare la propria innocenza - oltre che il Faust, I quattro figli Ayman, Bianca come la neve e La dama del Rossiglione. Saranno maggiormente la letteratura tedesca e francese ad influenzare i racconti sui quali si basavano le rappresentazioni. Dalla nascita del teatro moderno, intorno al XVI secolo, si potrà quindi parlare di un vero e proprio teatro delle marionette, con tanto di repertorio stabile, affidato alla memoria di marionettisti prima ambulanti e poi, nel corso dei secoli, stabili. Nell'Europa dell'est ed in Russia in particolar modo, al contrario del resto d'Europa, si sviluppa invece un repertorio basato sulla tradizione fiabesca orale che connotò in maniera particolare il teatro minimo, arricchendolo di elementi fiabeschi e fantastici di derivazione orientale. Un'influenza interculturale simile è ravvisabile nella produzione spettacolare della Spagna, sulla quale pesa fortemente la tradizione del mondo arabo.
Dal XVI secolo il teatro delle marionette, la cui storia corre parallela al teatro d'ombre ed al teatro dei burattini, diviene intrattenimento dei ceti bassi, non conquistando posti di rilievo nella storia del teatro. La nascita e lo sviluppo della commedia dell'arte, con le recite improvvisate su canovacci arricchirono il repertorio dei marionettisti. Nel XVII secolo abbiamo notizie certe dell'allestimento di spettacoli in case di nobili a scopo di intrattenimento mentre a Parigi la famiglia Nicolet possedeva un teatro in boulevard du Temple dove si produceva col teatro delle marionette, sempre più ingegnosamente arricchite grazie ai prodigi della tecnica coeva.
Nell'Ottocento il teatro di marionette divenne un genere di intrattenimento anche del ceto borghese. A Roma il Teatro Fiando produceva addirittura spettacoli di marionette con musica, che inizia ad essere sempre maggiormente presente negli allestimenti. Luogo deputato per le messinscene rimarranno però a lungo le piazze e le strade, soprattutto in occasione di fiere, sagre e festività: se da una parte, infatti, la nascita e la diffusione dei teatri pubblici favorì una più ampia diffusione dei generi, va da sé che il teatro minimo restò in secondo piano, alternando momenti di più alto e più basso godimento e popolarità. Il Romanticismo arricchirà nuovamente i repertori grazie all'inserimento di mete esotiche.

## Tecniche e materiali
In buona parte del mondo, l'animazione (o la manipolazione, a seconda della cultura) del teatro di figura richiede un lungo tirocinio. L'animazione della marionetta necessita di una lunga preparazione per l'assimilazione dei molti movimenti necessari per il comando del fantoccio e per l'utilizzo dello stesso in scena con una precisa valenza drammaturgica. Un'importante differenza esiste tra le marionette dell'occidente e quelle dell'oriente: sostanzialmente, le seconde sono per la maggior parte mosse dal basso grazie a bacchette di legno collegate ai polsi della marionetta o alla loro base, mentre le prime godono possibilità di movimento quasi infinita, donata loro dall'esser manovrate dall'alto mediante fili.
La croce di legno alla quale vengono fissati i fili, generalmente di "refe" (poiché questo materiale ha la caratteristica di non creare nodi che possano bloccare i movimenti della marionetta), e che consente le varie manovre è detta bilancino, mentre i fili per i movimenti possono variare, ma di base sono nove: uno (in genere metallico) che sostiene la marionetta dalla sommità del capo, due per le tempie (anch'essi spesso metallici), uno per il petto, uno per la schiena, due per le mani e due per le gambe. Un maggior numero di fili consente particolari movimenti ed una maggiore difficoltà di esecuzione da parte del marionettista. Da sottolineare è che i fili possono essere collegati anche ai vestiti o agli accessori della marionetta, permettendo effetti particolari, come il rizzamento dei capelli, l'estrazione di spade, il movimento delle vesti per una tempesta e così via. Le articolazioni della marionetta prevedono la possibilità di muovere la testa (in alto, basso, destra e sinistra), la bocca e in molti tipi anche gli occhi, e posseggono articolazioni alle spalle, ginocchia, polsi, vita, anche, e qualche volta caviglie. Piedi e mani sono appesantiti con iniezioni di piombo nelle articolazioni dei polsi e delle caviglie (contrappesi) per bilanciare il movimento della marionetta, renderlo naturale ed impedire che "voli" come si dice in gergo marionettistico.
Tradizionalmente, la moderna marionetta occidentale è costruita preferenzialmente con tre tipi di legno: cembro detto anche cirmolo, tiglio o nocciolo. Oggigiorno si possono però trovare in commercio marionette composte da materiali meno costosi, come plastica o altri tipi di legno. Gli occhi possono essere scolpiti, ma nelle marionette più belle della tradizione sono costituiti da semiglobi ovali di vetro. A questo proposito in passato i marionettisti più poveri che non potevano importare dal nord Europa gli occhi per le loro marionette, usavano frammenti del bulbo di lampadine usate dipinti nei colori desiderati nella parte concava. L'occhio in vetro dona alla marionetta uno sguardo liquido e più umano.
I colori per la pittura del volto sono ad olio o tempera coperta di cera per riprodurre l'effetto della pelle umana. Per quanto riguarda i capelli, le marionette più belle della tradizione portano parrucche in capelli veri, lunghi nei personaggi femminili, che quando non c'è spettacolo vengono tenuti sciolti con la scriminatura in mezzo e acconciati in modo diverso a seconda dello spettacolo che deve andare in scena.

## Influenze
La marionetta ha, dai tempi antichi, assunto il senso di uomo comandato da altri a causa della verosimiglianza del fantoccio all'uomo e dal necessario bisogno di una mano esterna, in questo caso quella del marionettista, per la propria animazione. In tal senso già dal medioevo erano presenti riferimenti di genere satirico parodistico nelle miniature dei manoscritti degli amanuensi.
La possibilità di esprimere commenti per bocca di fantocci e non di persone garantiva una seppur minima libertà di espressione: fu così che, soprattutto per i burattini, il genere teatrale divenne sinonimo di parodia dei contemporanei, sovente a scopo politico.
Nel teatro di prosa, Pier Maria Rosso di San Secondo scrisse il dramma Marionette, che passione! nel 1917, deducendo il titolo dai tre protagonisti visti come esseri incapaci di dare un senso alla propria esistenza in balia delle passioni che li animano guidandoli con invisibili fili. Sul versante recitativo Edward Gordon Craig teorizzò la supermarionetta (Übermarionette), ossia l'attore dotato di una tecnica tale da costruire delle basi fisse sulle quali poi plasmare il lavoro artistico dell'impersonificazione.
Il drammaturgo ed attore napoletano Eduardo De Filippo, affascinato dallo spettacolo delle teste di legno, tradusse La tempesta di William Shakespeare in napoletano, affidandone l'interpretazione a delle marionette.

## Galleria d'immagini

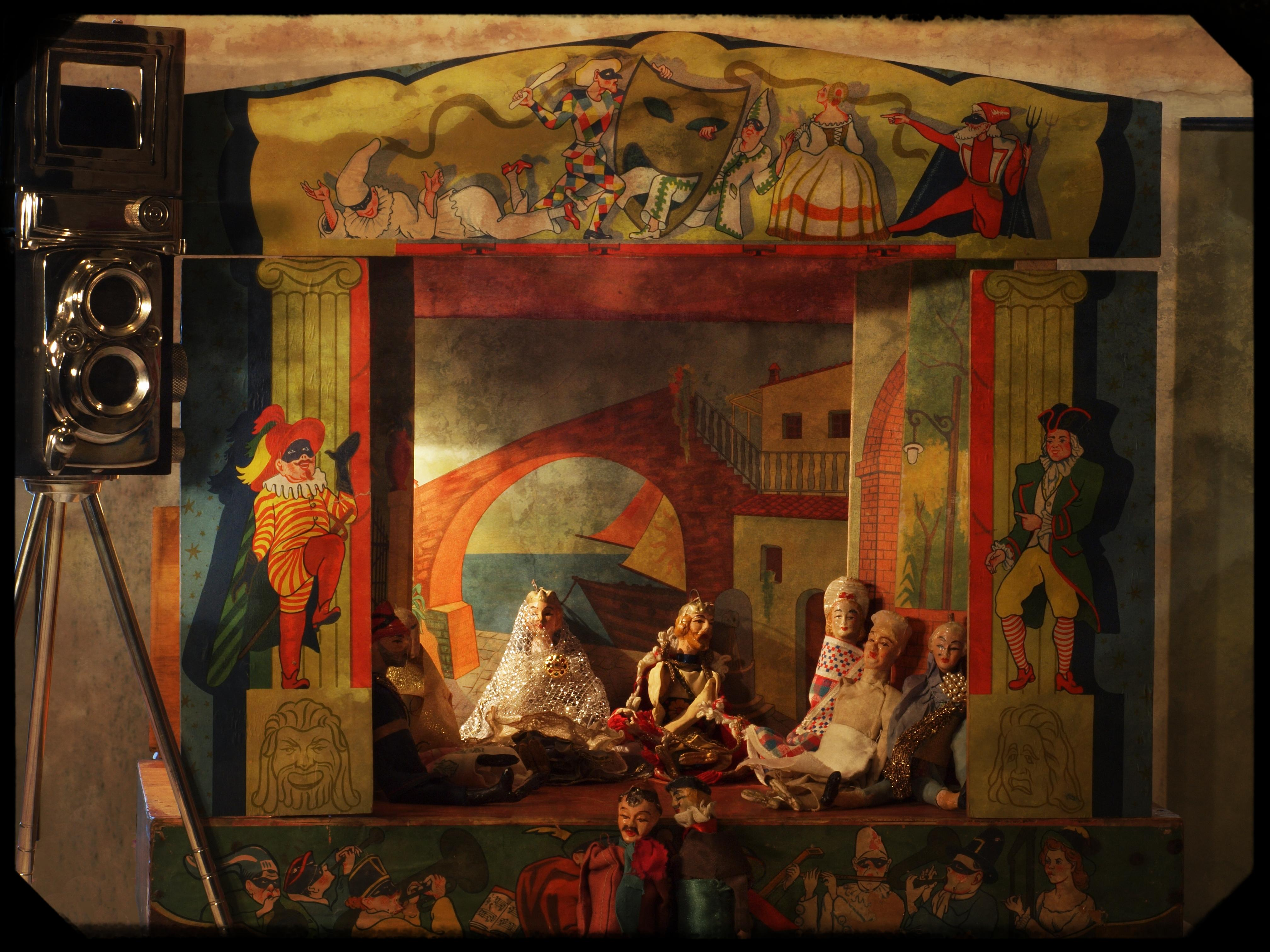
Piccolo teatro delle marionette, Italia, anni '50.
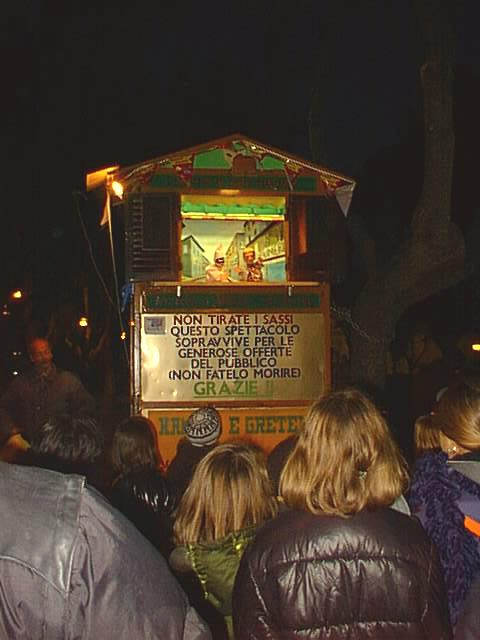
Roma, teatro delle marionette al Gianicolo, anno 2000.
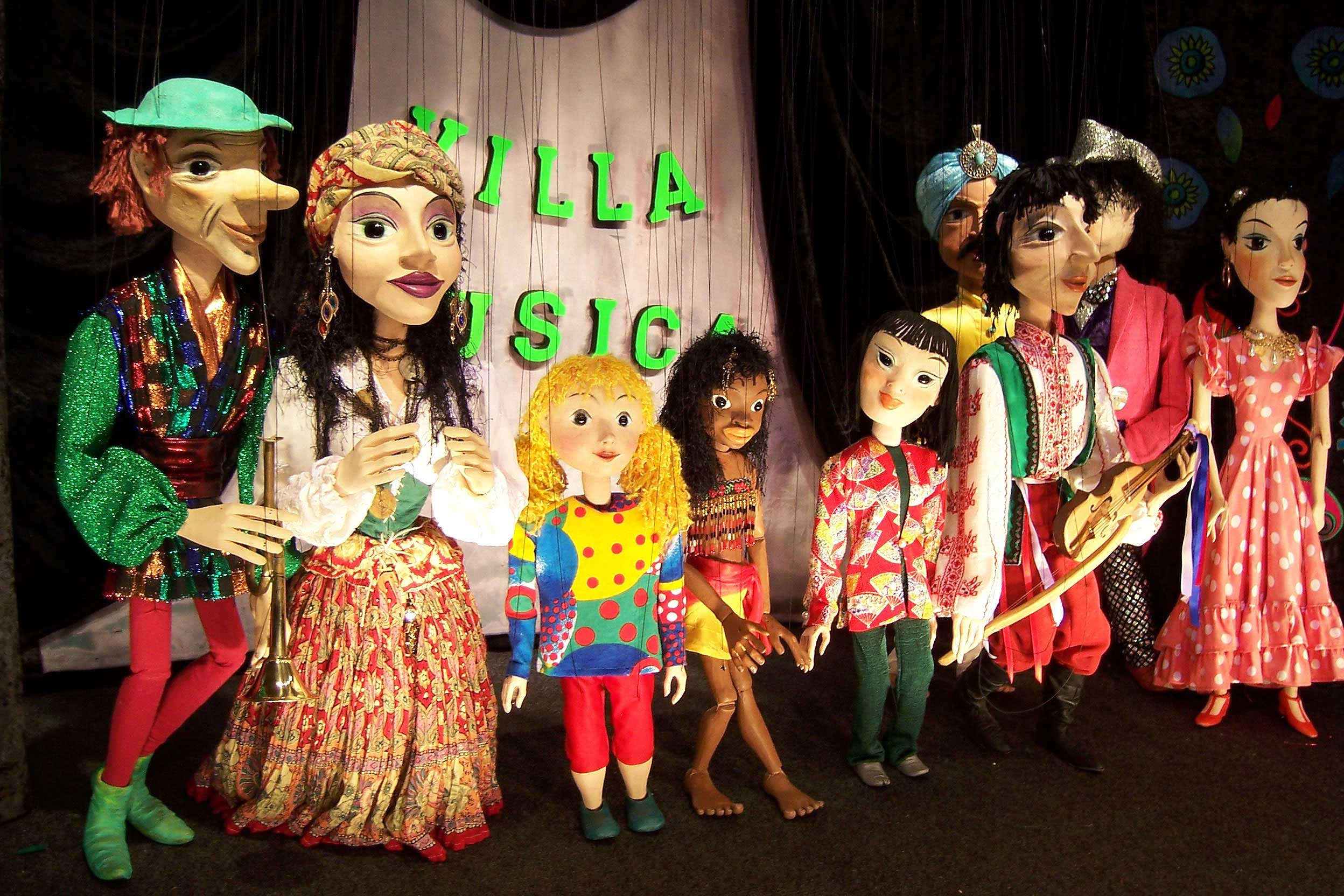
Marionette in scena.
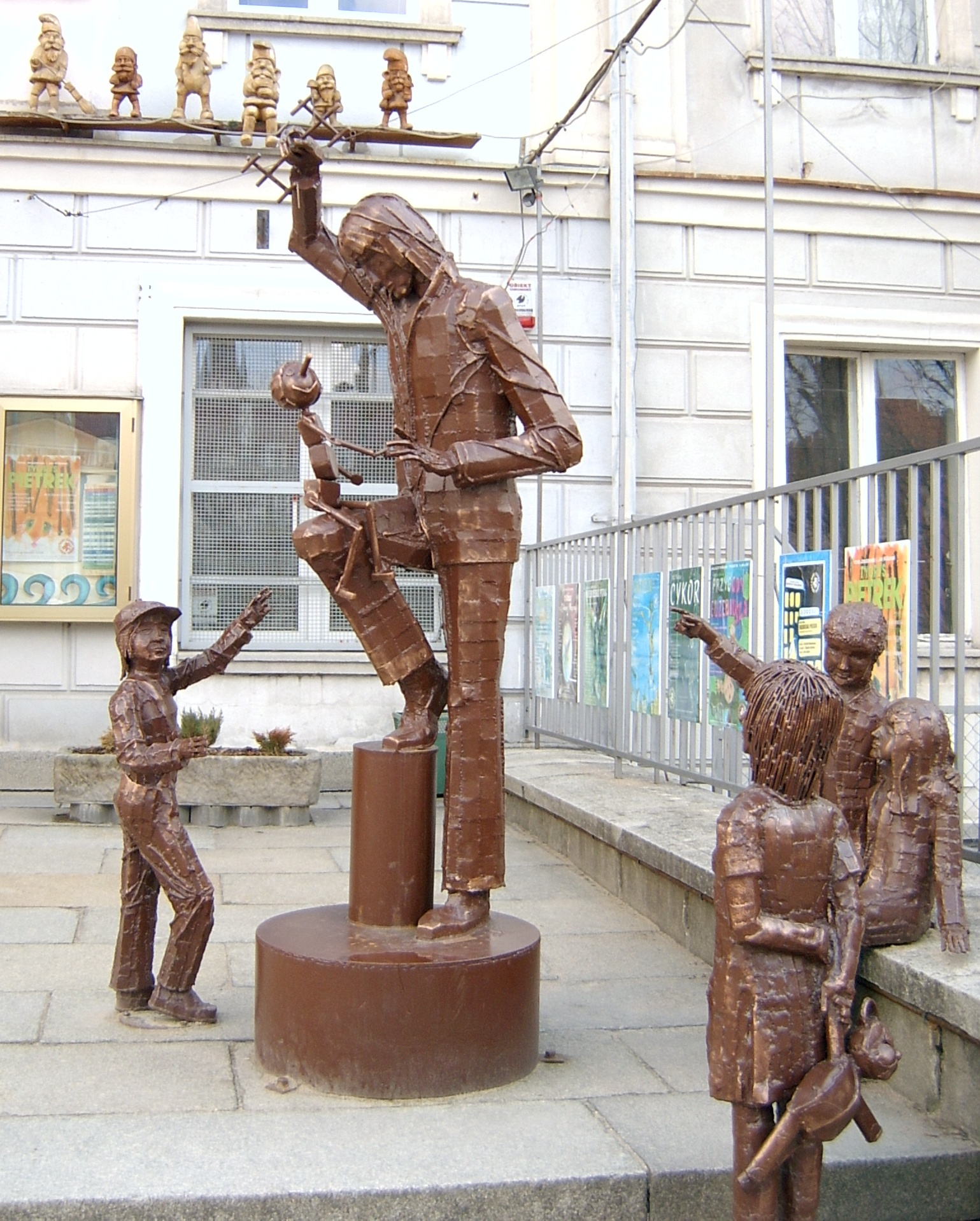
Statua di un marionettista a Olstyn, Polonia.
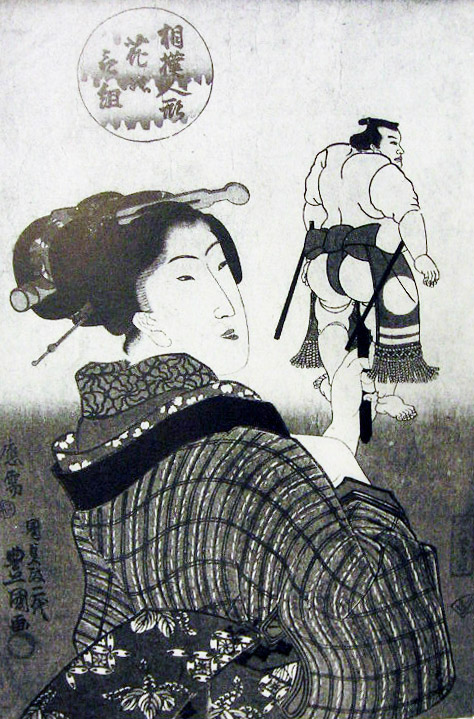
Una marionetta del bunraku giapponese.
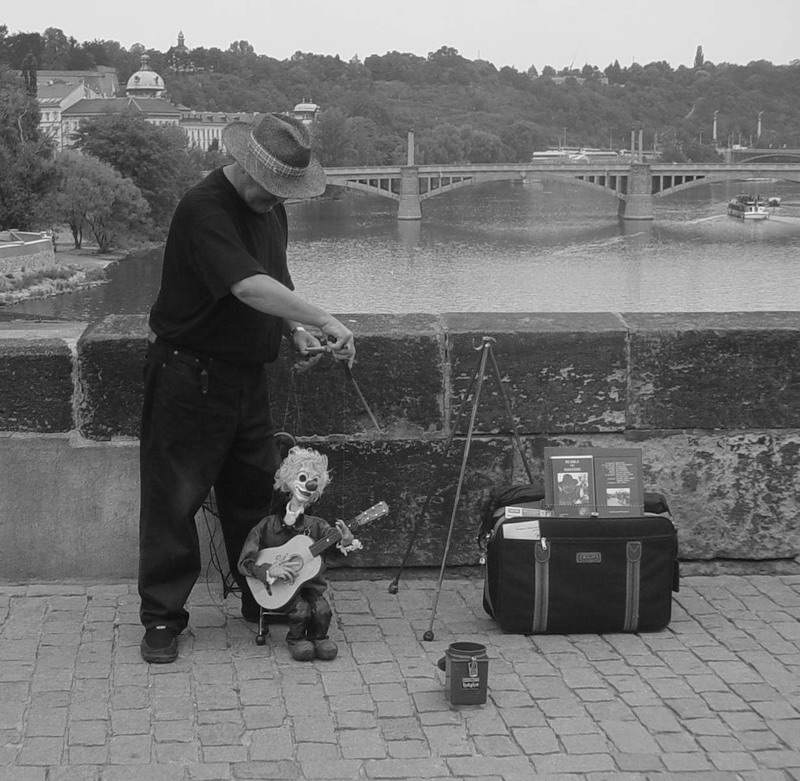
Marionettista di strada.
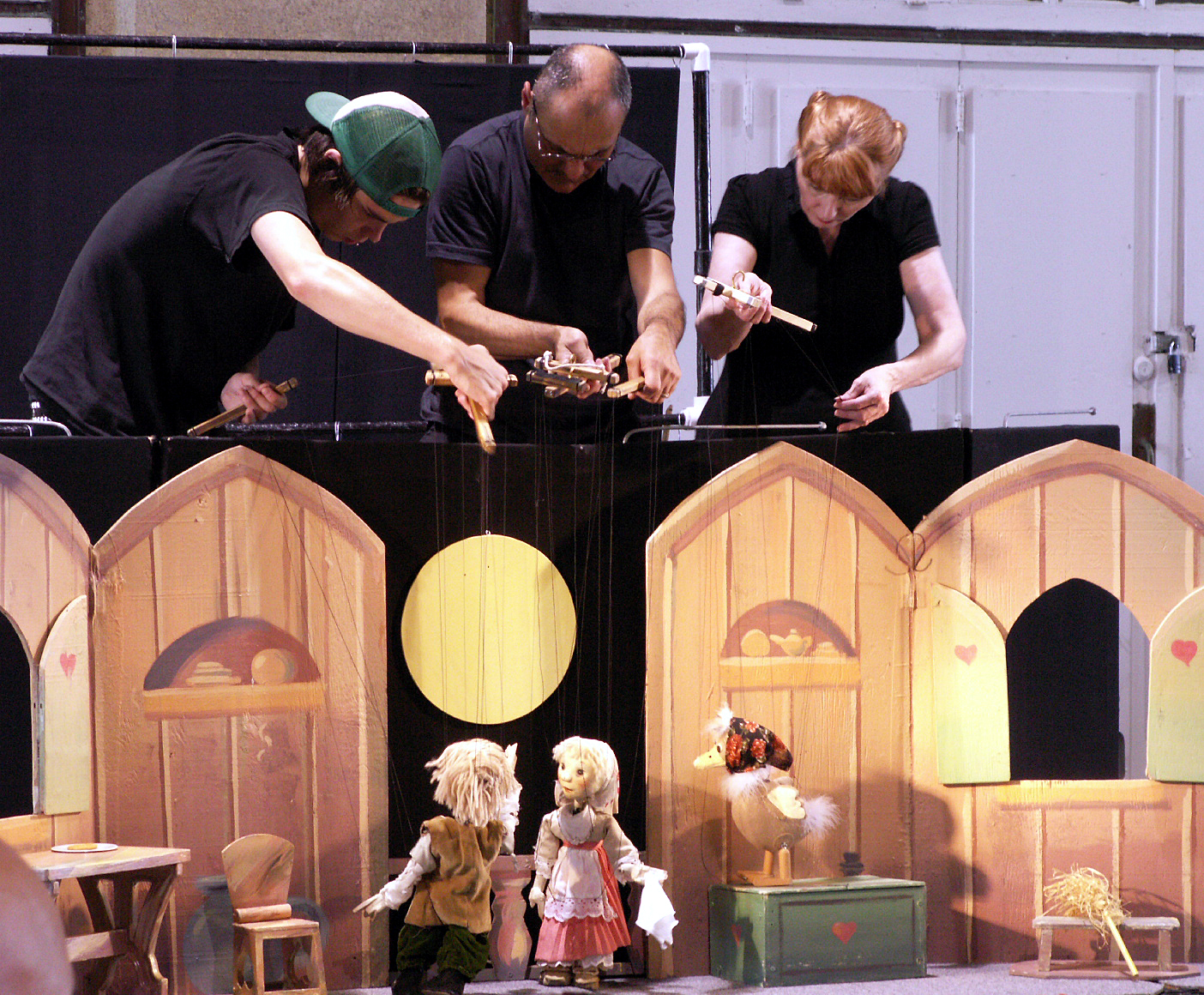
Teatro delle marionette.
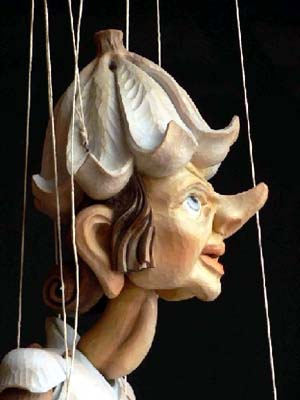
Particolare della testa di una marionetta.
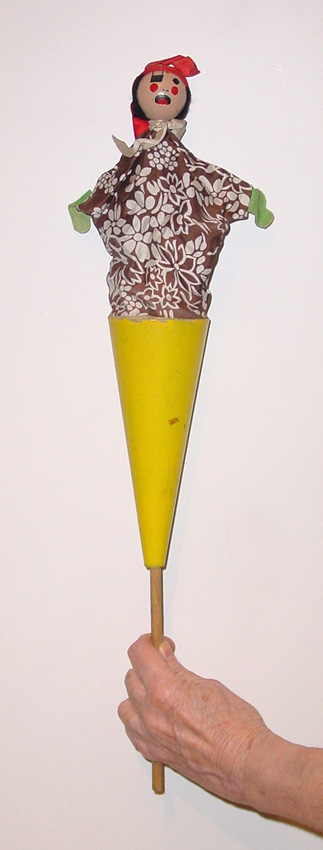
Una marotta, marionetta mossa con un bastone dal basso.
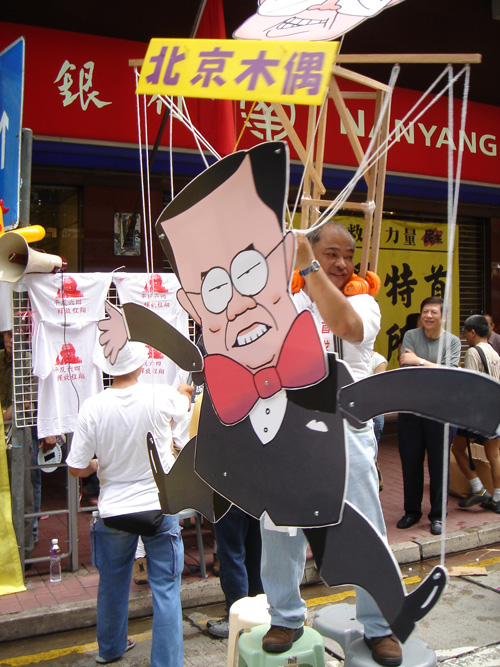
Parodia di un politico di Hong Kong, trasformato in marionetta.